# Astyochia pallene
Astyochia pallene là một loài bướm đêm trong họ Geometridae.